# Bergenit
Bergenit ist ein sehr selten vorkommendes Mineral aus der Mineralklasse der „Phosphate, Arsenate und Vanadate“. Es kristallisiert im monoklinen Kristallsystem mit der Zusammensetzung (Ba,Ca)2(OH)2[(UO2)3|(OH)2|(PO4)2] · 5,5H2O, ist also chemisch gesehen ein komplex zusammengesetztes, wasserhaltiges Uranyl-Phosphat. Die in den runden Klammern angegebenen Elemente Barium und Calcium können sich in der Formel jeweils gegenseitig vertreten (Substitution, Diadochie), stehen jedoch immer im selben Mengenverhältnis zu den anderen Bestandteilen des Minerals.
Bergenit ist durchscheinend und entwickelt meist dünntafelige bis nadelige Kristalle von gelber bis grünlichgelber Farbe bei hellgelber Strichfarbe.

## Etymologie und Geschichte
Erstmals entdeckt wurde Bergenit 1956 auf einer Halde nahe Streuberg in der Gemeinde Bergen im sächsischen Vogtlandkreis und beschrieben 1959 durch Hans Wilhelm Bültemann und Günter Harald Moh, die das Mineral nach seiner Typlokalität Bergen benannten.

## Klassifikation
In der veralteten 8. Auflage der Mineralsystematik nach Strunz gehörte der Bergenit zur Mineralklasse der „Phosphate, Arsenate, Vanadate“ und dort zur Abteilung „Wasserhaltige Phosphate, Arsenate und Vanadate mit fremden Anionen“, wo er gemeinsam mit Arsenuranylit, Dewindtit und Phosphuranylit in der „Phosphuranylit-Reihe“ mit der Systemnummer VII/D.21 steht.
In der zuletzt 2018 überarbeiteten Lapis-Systematik nach Stefan Weiß, die formal auf der alten Systematik von Karl Hugo Strunz in der 8. Auflage basiert, erhielt das Mineral die System- und Mineralnummer VII/E.07-060. Dies entspricht der Klasse der „Phosphate, Arsenate und Vanadate“ und dort der Abteilung „Uranyl-Phosphate/Arsenate und Uranyl-Vanadate mit [UO2]2+–[PO4]/[AsO4]3− und [UO2]2+–[V2O8]6−, mit isotypen Vanadaten (Sincositreihe)“, wo Bergenit zusammen mit Althupit, Arsenovanmeersscheit, Arsenuranylit, Dewindtit, Dumontit, Françoisit-(Ce), Françoisit-(Nd), Hügelit, Kamitugait, Kivuit, Metavanmeersscheit, Mundit, Nielsbohrit, Phosphuranylit, Phuralumit, Phurcalit, Renardit, Vanmeersscheit und Yingjiangit eine unbenannte Gruppe mit der Systemnummer VII/E.07 bildet.
Die von der International Mineralogical Association (IMA) zuletzt 2009 aktualisierte 9. Auflage der Strunz’schen Mineralsystematik ordnet den Bergenit in die Klasse der „Phosphate, Arsenate und Vanadate“ und dort in die Abteilung „Uranylphosphate und Arsenate“ ein. Hier ist das Mineral in der Unterabteilung „UO2 : RO4 = 3 : 2“ zu finden, wo es als einziges Mitglied eine unbenannte Gruppe mit der Systemnummer 8.EC.40 bildet.
In der vorwiegend im englischen Sprachraum gebräuchlichen Systematik der Minerale nach Dana hat Bergenit die System- und Mineralnummer 42.04.05.03. Das entspricht der Klasse der „Phosphate, Arsenate und Vanadate“ und dort der Abteilung „Wasserhaltige Phosphate etc., mit Hydroxyl oder Halogen“. Hier findet er sich innerhalb der Unterabteilung „Wasserhaltige Phosphate etc., mit Hydroxyl oder Halogen mit (AB)5(XO4)2Zq × x(H2O)“ in der „Dumontitgruppe“, in der auch Dumontit und Hügelit eingeordnet sind.

## Kristallstruktur

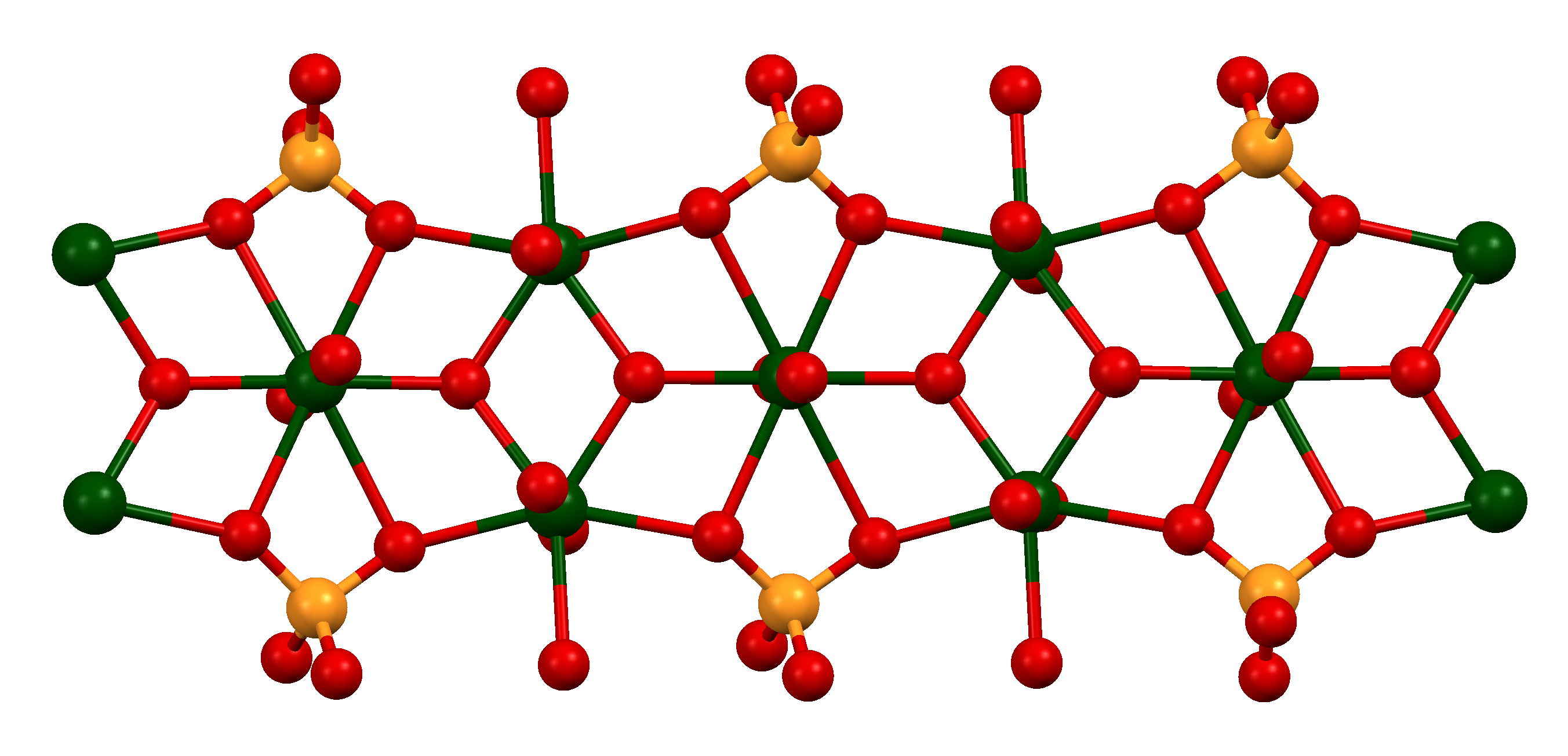
Verknüpfungsmuster der kantenverknüpften hexagonal-bipyramidalen und pentagonal-bipyramidalen Uranyleinheiten im Bergenit.
green U
red O
1. DAA520 P

Bergenit kristallisiert monoklin in der Raumgruppe P21/c (Raumgruppen-Nr. 14) mit den Gitterparametern a = 23,32 Å; b = 17,19 Å; c = 20,63 Å und β = 93,0° sowie 18 Formeleinheiten pro Elementarzelle.
Die Kristallstruktur von Bergenit enthält sowohl pentagonal-bipyramidale als auch hexagonal-bipyramidale Uranyleinheiten. Darüber hinaus erfolgt eine weitere Koordination über Phosphat-Tetraeder, die für die Ausbildung der Schichtstruktur verantwortlich sind. Diese Schichten werden schließlich durch die Calcium- und Barium-Ionen über die Sauerstoffatome des Phosphats und des Uranyl-Ions koordiniert und zusammengehalten.

## Eigenschaften
Das Mineral ist durch seinen Urangehalt von bis zu 43,28 % als sehr stark radioaktiv eingestuft und weist eine spezifische Aktivität von etwa 77,475 kBq/g auf (zum Vergleich: natürliches Kalium 31,2 Bq/g).
Unter UV-Licht zeigen manche Bergenite eine hellgrüne Fluoreszenz.

## Bildung und Fundorte
Über die genauen Bildungsbedingungen von Bergenit ist bisher nichts bekannt. Als Begleitminerale fanden sich unter anderem Uranocircit, Torbernit, Autunit, Dewindtit (Renardit) und Barium-Uranophan.
Als sehr seltene Mineralbildung konnte Bergenit bisher (Stand: 2012) nur in wenigen Proben von rund 10 Fundorten nachgewiesen werden. Neben seiner Typlokalität Streuberg bei Bergen trat das Mineral in Deutschland noch im „Schacht 362“ bei Mechelgrün im Vogtland, bei Johanngeorgenstadt und in der Grube „Vater Abraham“ bei Lauta im Erzgebirge sowie in der Uranlagerstätte Grube Krunkelbach nahe der Gemeinde Menzenschwand in Baden-Württemberg.
Des Weiteren fand sich Bergenit noch in der „Les Montmins Mine“ bei Échassières im französischen Département Allier und am Green River im US-Bundesstaat Utah.

## Vorsichtsmaßnahmen
Aufgrund der starken Radioaktivität des Minerals sollten Mineralproben vom Bergenit nur in staub- und strahlungsdichten Behältern, vor allem aber niemals in Wohn-, Schlaf- und Arbeitsräumen aufbewahrt werden. Ebenso sollte eine Aufnahme in den Körper (Inkorporation) auf jeden Fall verhindert und zur Sicherheit direkter Körperkontakt vermieden sowie beim Umgang mit dem Mineral Mundschutz und Handschuhe getragen werden.